# Mauro Icardi
Mauro Icardi, né le 19 février 1993 à Rosario (Santa Fe, Argentine), est un footballeur international argentin qui évolue au poste d'avant-centre au Galatasaray SK.
Icardi commence le football dans son pays natal avant de terminer sa formation en Espagne et au FC Barcelone. Il débute en professionnel à l'UC Sampdoria en 2012 et s'engage un an plus tard avec l'Inter Milan où il se révèle dans une équipe en perte de vitesse. Mauro Icardi marque plus d'un but tous les deux matchs de moyenne en six ans. 
En conflit avec la direction milanaise, il rejoint le club de la capitale française, le Paris Saint-Germain, sous forme d'un prêt avec option d'achat le dernier jour du mercato estival de 2019. Le 31 mai 2020, le Paris Saint-Germain annonce le transfert définitif de l'Argentin, il signe un contrat de quatre ans avec le club de la capitale.
Prêté en 2022, il quitte définitivement le club parisien et s'engage ensuite avec le Galatasaray SK lors de l'été 2023.
En équipe nationale, Mauro joue peu en sélection jeunes d'Argentine, du fait d'évoluer en Europe. Il débute avec l'Albiceleste en 2013, mais attend 2017 pour connaître sa seconde cape et ne participe à aucune compétition internationale.
En tant qu'attaquant, Icardi répond à la définition de renard des surfaces par son efficacité devant le but et sa capacité à tenir plusieurs rôles dans la surface de réparation adverse.

## Biographie

### En club

#### Débuts et premiers pas (1998-2011)
Mauro Emanuel Icardi naît à Rosario. Il commence le football au Club Infantil Sarratea.
À neuf ans, sa famille quitte l'Argentine pour Grande Canarie, île espagnole. Mauro rejoint dès son arrivée l’Unión Deportiva Vecindario. L’attaquant fait parler de lui pendant six ans notamment en marquant 384 buts. Des performances qui permettent, à celui que l’on surnomme alors El Aguila (l'aigle), d’attirer l’attention des plus grands clubs européens.
Mauro Icardi passe par le centre de formation du FC Barcelone, la Masia, à quinze ans. Mais il ne parvient pas à trouver sa place dans cette institution. « Le Barça a été une étape importante de ma carrière, mais quand on est si jeune, on a l’impression d’être un peu dans une prison. Là-bas tu es constamment surveillé, raconte Icardi à Italia 1 en 2016. Tu dois bien jouer, marquer des buts, mais tu dois avoir un comportement irréprochable et également avoir des bonnes notes à l’école. C’est une vie de petit soldat. Ils doivent gérer 70-80 joueurs et tous n'acceptent pas les règles imposées… j’en faisais partie ».
Il possède la nationalité italienne de par son grand père paternel.

#### Débuts professionnels à la Sampdoria (2011-2013)

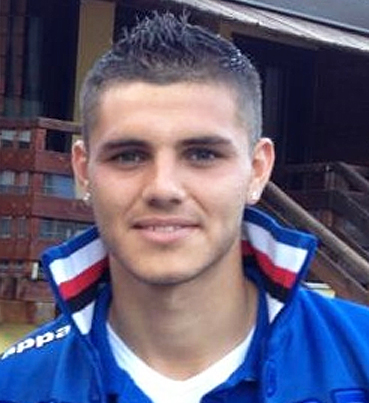
Icardi en 11 2012.

Le 11 janvier 2011, l'UC Sampdoria confirme qu'Icardi signe en prêt avec option d'achat jusqu'à la fin de la saison 2010-2011. Après six mois, le club achète Icardi pour 400 000 d'euros en signant un contrat de trois ans à partir de juillet 2011.
En 2011-2012, l’avant-centre évolue premièrement au sein de l'équipe réserve, avec laquelle il dispute le championnat Primavera, inscrivant 19 buts en 23 rencontres et finissant ainsi meilleur buteur de la compétition. Icardi fait ses débuts professionnels le 12 mai 2012, contre la Juve Stabia en entrant à la 75e minute. Il marque le but de la victoire (1-2) dix minutes plus tard, qui permet alors aux Génois de se rapprocher de l’accession aux play-offs pour la remontée en Serie A.
Lors de la saison 2012-2013, Ciro Ferrara l’utilise comme avant-centre ou joueur de côté du 4-3-3. Mais Mauro doit attendre de voir tous les attaquants de l'effectif blessés pour connaitre sa première titularisation lors du derby contre le Genoa et une victoire 3-1 avec un but et un autre contre son camp provoqué. Il lui faut cependant patienter jusqu'à l'arrivée de Delio Rossi en décembre 2012 pour être intronisé titulaire de l'attaque. Il permet à l'équipe de se maintenir. Avec l’équipe première, le jeune attaquant trouve les filets à dix reprises et délivre quatre passes décisives en 31 rencontres de Serie A. L’Argentin marque les esprits avec un quadruplé contre Pescara lors de la victoire 6-0 de son équipe, un but face à l’AS Roma (3-1) et surtout deux buts décisifs lors des deux confrontations avec la Juventus Turin, amenant à chaque fois le succès (2-1 et 3-2). La Sampdoria termine meilleure promue avec une quatorzième place finale en Serie A.
Ses bonnes performances attirent les recruteurs et les dirigeants de la Samp décident de le céder en copropriété à l'Inter en juillet 2013.

#### Révélation à l'Inter Milan (2013-2016)
En avril 2013, il est annoncé qu'Icardi rejoindra l'Inter Milan pour la saison 2013-2014. Le prix du transfert est d'environ 11,7 millions d'euros.
Il marque son premier but avec l'Inter lors d'un match de pré-saison face au Hambourg SV qui se termine sur un nul. Le 25 août 2013, Icardi fait ses débuts officiels en entrant durant la deuxième mi-temps face au Genoa CFC en Serie A. Icardi marque son premier but en compétition officielle contre la Juventus à domicile après être rentré à la 73e minute. En raison de blessures, Icardi rate la plupart des matches de la première partie de la saison mais revient en février et marque des doublés en avril face à Bologne et son ancien club de la Sampdoria,. Il termine la saison avec neuf buts et deux passes décisives en 23 rencontres. Il marque un but contre la Lazio Rome le 11 mai 2014 (victoire 4-1) pour le dernier match en carrière de Javier Zanetti, le capitaine emblématique de l'Inter.
Au début de la saison 2014-2015, il trouve sa place de titulaire avec l'Inter Milan et marque trois buts en deux matches contre Stjarnan en Ligue Europa. Le 14 septembre 2014, il marque son premier triplé avec l'Inter Milan lors de l'écrasante victoire 7 buts à 0 contre le club de Sassuolo. Lors de la défaite au match retour face à Sassuolo le 1er février 2015, il voit son maillot renvoyé par le public nerazzurro après leur avoir offert. Dans son autobiographie intitulée Sempre Avanti, Icardi relate un conflit avec un leader de la Curva Nord, que le groupe de supporter dément et Mauro s'excuse par la suite. C'est alors le départ d'une relation compliquée avec les tifosi interistes. À l'issue de la saison 2014-2015, il inscrit 22 buts et termine co-meilleur buteur du championnat avec Luca Toni, joueur de l'Hellas Vérone. Il marque au total 27 buts toutes compétitions confondues. Le 4 juin 2015, il prolonge son contrat avec l'Inter jusqu'en 2016 et perçoit 3,2 millions d'euros par saison.
Mauro Icardi apparaît aux côtés de Lionel Messi sur la jaquette de l'édition italienne de jeu FIFA 16. Pour la saison 2015-2016, il est nommé capitaine de l'Inter Milan par Roberto Mancini, malgré ses 22 ans et ses deux saisons au club. Le 4 février 2016, il marque son 50e but en Serie A contre Frosinone. Il fait ainsi son entrée dans le top 10 des plus jeunes joueurs à avoir atteint cinquante buts en championnat. Il est par ailleurs le seul étranger de ce classement.

#### Joueur majeur et records à l'Inter (2016-2019)

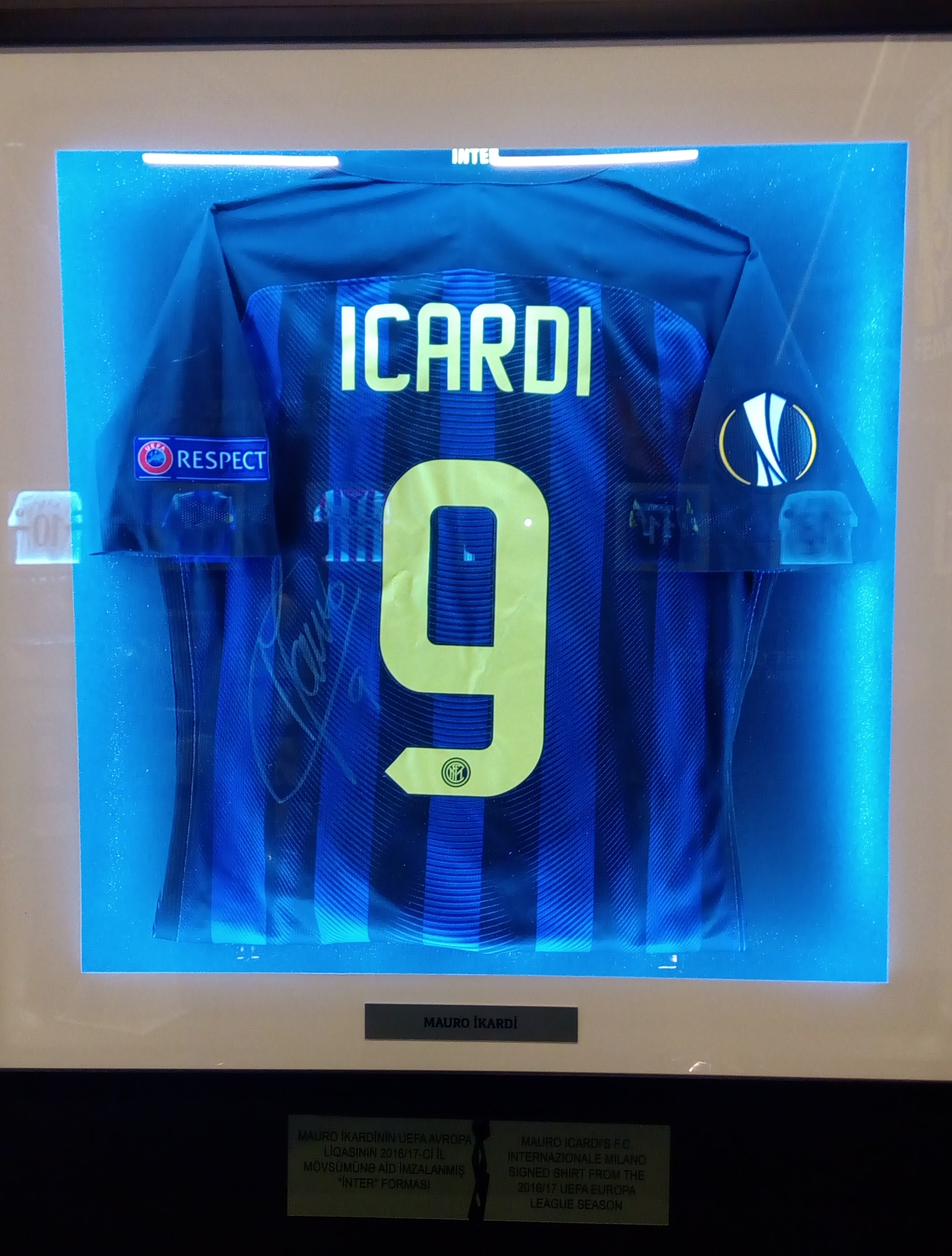
Maillot de la saison 2016-2017.

Lors du mercato d'été 2016, Icardi est courtisé, notamment par le Napoli qui propose 50 millions d'euros. La Juventus manifeste aussi un intérêt ce qui provoque la colère de certains tifosi intéristes avec lesquels Icardi a quelques tensions. Le 7 octobre 2016, il prolonge son contrat avec l'Inter Milan jusqu'en 2021, avec un salaire annuel fixe de 4,5 millions d'euros, et un million d'euros de bonus par saison selon la presse italienne. En parallèle, sa clause libératoire, est désormais fixée à 110 millions d'euros. La saison 2016-2017 se termine par une piteuse 7e place au classement final. Du point de vue personnel, Icardi réalise sa plus belle saison à Milan avec 24 buts en Serie A dont un triplé contre l'Atalanta Bergame (7-1).
La saison 2017-2018 commence avec cinq buts en trois journées (deux doublés contre la Fiorentina et l'AS Roma, et un penalty contre la SPAL). Il marque un triplé historique face l'AC Milan lors de la 8e journée de Serie A. En mars 2018, il marque son 100e but avec l'Inter le 29 mars 2018 lors d'une victoire 5 à 0 contre la Sampdoria, où il inscrit un quadruplé. L’Argentin devient, à 25 ans et 27 jours, le plus jeune joueur à atteindre le cap des cent buts en Serie A au XXIe siècle. La saison se termine à la 4e place et le club retrouve la Ligue des champions à l'issue d'un match homérique face à la Lazio lors de la dernière journée (victoire 2-3 à Rome, dont un but de Mauro Icardi). L'Argentin est l'un des artisans de ce retour au premier plan, avec un titre de capocannoniere partagé avec Ciro Immobile (29 buts chacun).
En 2018-2019, pour son premier match de Ligue des champions avec l’Inter Milan, il inscrit un but de volée face à Tottenham depuis l'extérieur de la surface. Cette réalisation est élue plus beau but de la première journée des phases de poules. Il marque ensuite face au PSV Eindhoven, Barcelone et à nouveau face au PSV. L'Inter finit 3e du groupe et est reversée en Ligue Europa. Le 22 octobre, pour la 9e journée de Serie A, Icardi marque un but décisif à la 90e minute du match contre l'AC Milan, permettant aux Nerazzurri de gagner le Derby della Madonnina sur le score de 1-0 Le 13 février 2019, le club annonce qu’il lui retire le brassard de capitaine. Au terme de la saison, il cumule 124 buts en 219 matchs toutes compétitions confondues en l'espace de six ans, qui font de lui le huitième meilleur buteur de l'histoire du club. Depuis sa découverte de la Serie A en 2012-2013, le natif de Rosario compte 121 buts à son compteur, un record sur cette période.

#### Rebond au Paris SG (2019-2023)

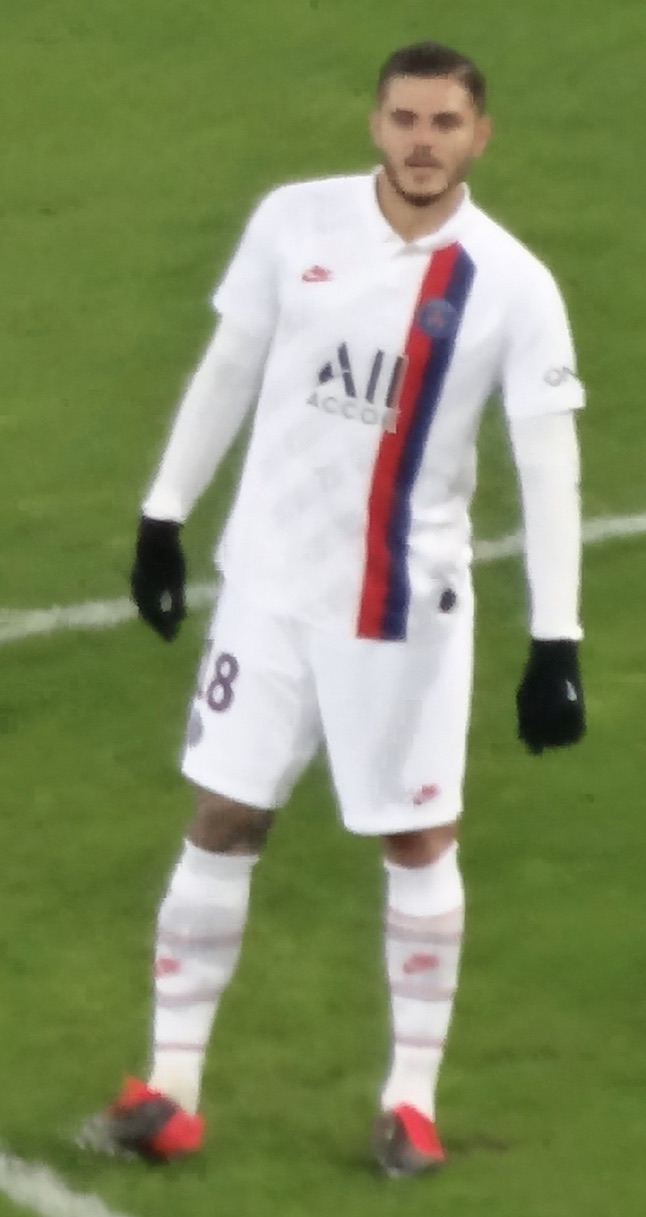
Icardi, sous les couleurs du PSG.

Le 2 septembre 2019, Mauro Icardi rejoint le Paris Saint-Germain, dans le cadre d’un prêt d’une saison, jusqu’au 30 juin 2020, assorti d’une option d'achat fixée à 70 millions d'euros.
Sous les ordres de Thomas Tuchel, il inscrit son premier but avec le PSG lors d'une victoire en Turquie contre Galatasaray (0-1) en Ligue des champions, à l'occasion de sa troisième rencontre avec le club français. Il marque ensuite un doublé lors de la victoire 0-5 contre le Club Bruges. Lors du match retour, il marque également l'unique le but de la victoire. 
À mi-saison, il en est également à neuf buts en championnat, poussant progressivement Edinson Cavani sur le banc de touche. Les médias n'hésitent plus alors à parler d'un quatuor des quatre fantastiques, dont il fait partie aux côtés de Kylian Mbappé, Neymar et Ángel Di María.
Le 31 mai 2020, le Paris Saint-Germain annonce le transfert définitif de l'Argentin, il signe un contrat de quatre ans avec le club de la capitale.
Le 13 janvier 2021, il remporte le Trophée des champions avec le Paris Saint-Germain contre l'Olympique de Marseille. Il marque le premier but de la rencontre et provoque un pénalty en faveur du Paris Saint-Germain.

#### Prêt puis transfert définitif à Galatasaray (depuis 2022)
Le 8 septembre 2022, Mauro Icardi est prêté par le PSG pour une saison à Galatasaray. 
Il fait sa première apparition pour sa nouvelle équipe, le 16 septembre 2022, à l'occasion de la rencontre de championnat face à Konyaspor. Galatasaray remporte la partie sur le score de 2-1. Il inscrit son premier but pour Galatasaray le 23 octobre 2022 lors du match nul 2-2 de son équipe face à Alanyaspor.
Le 5 novembre 2022, il est l'auteur d'un doublé, ce qui permet à son équipe de l'emporter 2-1 lors du derby contre Beşiktaş. Une semaine plus tard, le 12 novembre suivant, Icardi s'illustre lors de la large victoire de sa formation 7-0 face à Başakşehir en inscrivant un but et en délivrant deux passes décisives pour son coéquipier Kerem Aktürkoğlu au cours de cette rencontre.
Le 8 janvier 2023, il entre en jeu à la 76e minute, il est un grand artisan de la victoire 3-0 de son équipe, lors du derby au Şükrü Saracoğlu contre Fenerbahçe en offrant une passe décisive à son coéquipier Kerem Aktürkoğlu deux minutes après son entrée en jeu à la 78e minute, suivis d'un but à la 90e minute. Il reçoit un carton jaune à la suite de son but pour avoir provoqué les supporters du Fenerbahçe en enlevant son maillot et en le montrant aux fans adverses.
Le 14 avril 2023, Icardi inscrit un triplé lors de la victoire 6-0 face à Kayserispor. À la suite d'une victoire 4-1 à l'extérieur contre Ankaragücü le 30 mai suivant, au cours de laquelle Icardi est l'auteur d'un doublé, Galatasaray remporte le titre de champion de Turquie de la saison 2022-2023.
Le 30 juillet 2023, Icardi est définitivement transféré au club turc, le montant du transfert s'élève à 10 millions d'euros pour une durée de trois ans.
Le 3 octobre 2023, lors de la rencontre de phase de poule de la Ligue des Champions face à Manchester United, Icardi permet à son équipe de l'emporter 3-2 à Old Trafford, en délivrant tout d'abord une passe décisive à son coéquipier Kerem Aktürkoğlu qui permet à son équipe d'égaliser à 2 partout, avant d'inscrire le but de la victoire pour Galatasaray.
Le 26 mai 2024, Icardi est l'auteur d'un doublé lors de la victoire 3-1 de Galatasaray face à Konyaspor, un résultat permettant au club de remporter le titre de champion de Süper Lig, pour une deuxième saison consécutive  avec un record de 102 points. Il termine dans le même temps meilleur buteur du championnat turc avec un total de 25 buts,. Il est également élu joueur de la saison en Turquie par les utilisateurs de Transfermarkt pour la deuxième fois consécutive.
Le 7 novembre 2024, Icardi se blesse au ligament croisé antérieur du genou droit lors de la victoire de Galatasaray sur le score de 3-2, durant la rencontre d'Europa League face à Tottenham Hotspur. Après le match, le club a déclaré que l'attaquant s'était rompu le ligament croisé antérieur, que son ménisque avait également été endommagé et qu'il allait subir une « rééducation préopératoire » avant d'être opéré du genou droit.

### En équipe nationale

#### En équipes de jeunes
Alors membre de la Masia, Mauro Icardi est convoqué avec l'équipe d'Argentine U17. Il dispute deux matches amicaux de la sélection. Malgré ses débuts réussis en Italie, il n'est plus appelé en équipe nationale.
Possédant un passeport italien, Icardi refuse une sélection en équipe transalpine U19 en avril 2012.
Quelques mois plus tard, en juillet 2012, il est convoqué pour évoluer au sein de la sélection argentine U20. Avec cette sélection, il dispute un tournoi estival qu’il remporte, finissant meilleur buteur de la compétition.

#### En sélection A

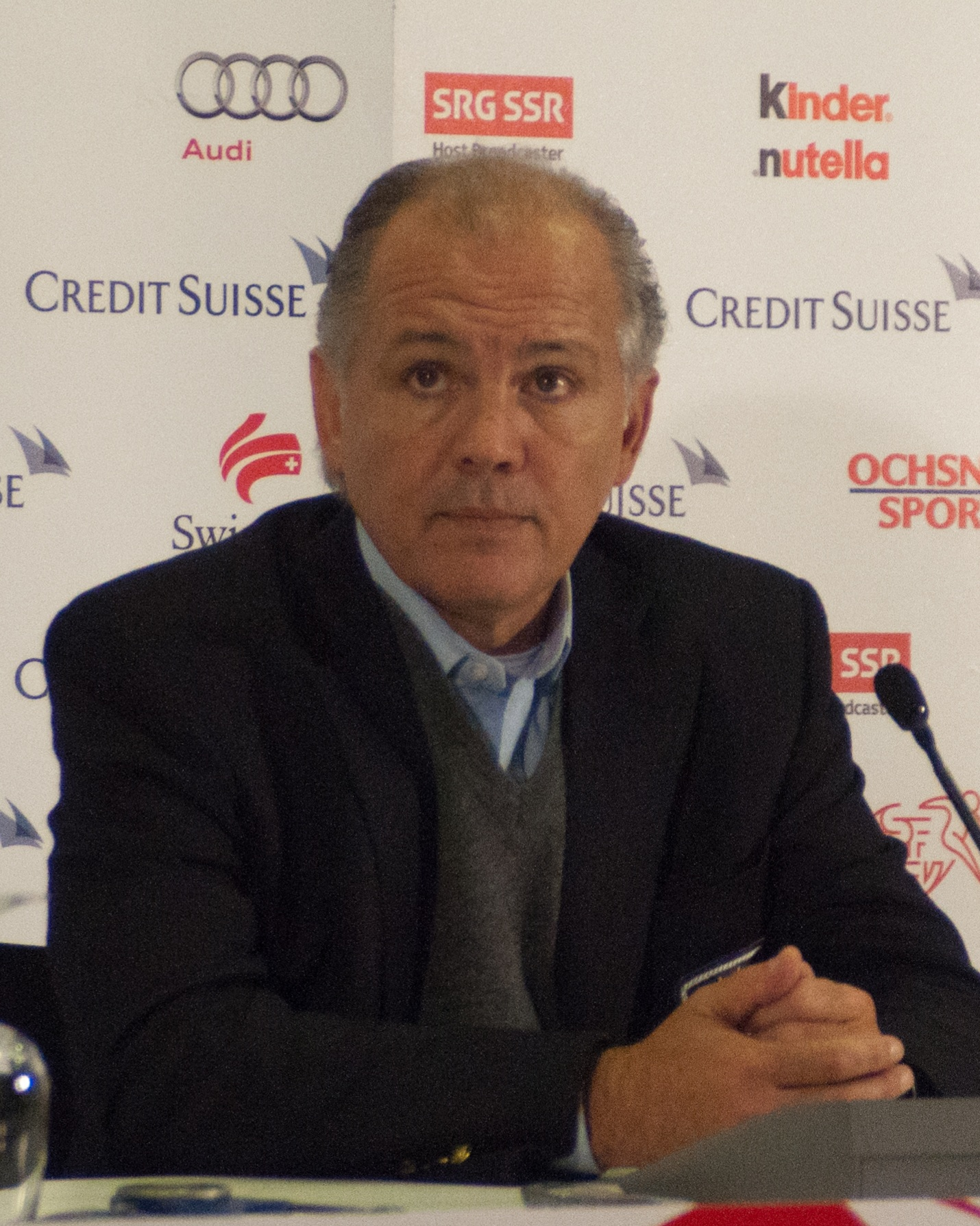
Alejandro Sabella offre sa première cape à Icardi en 2013.

Le 15 octobre 2013, Mauro Icardi honore sa première sélection sous les couleurs de l'Albiceleste dirigée par Alejandro Sabella lors des éliminatoires de la Coupe du monde 2014 contre l'Uruguay en rentrant à la 82e minute (défaite 3-2).
Absent des listes de Gerardo Martino pour la Copa América Centenario et les Jeux olympiques 2016, Icardi est pourtant le quatrième meilleur buteur argentin en club (45 buts) sur la période 2014-2016 derrière Gonzalo Higuaín (63), Sergio Agüero (60) et Carlos Tévez (47).
D'abord sélectionné sur une liste préliminaire de 35 joueurs, Icardi n’est finalement pas retenu par Jorge Sampaoli pour la Coupe du monde 2018. D'après diverses sources, dont Hernán Crespo et des journalistes argentins, cette absence en sélection est due à l'inimitié de Lionel Messi.
Il marque son premier but lors de sa huitième sélection, en match amical contre le Mexique, le 21 novembre 2018.

## Style de jeu

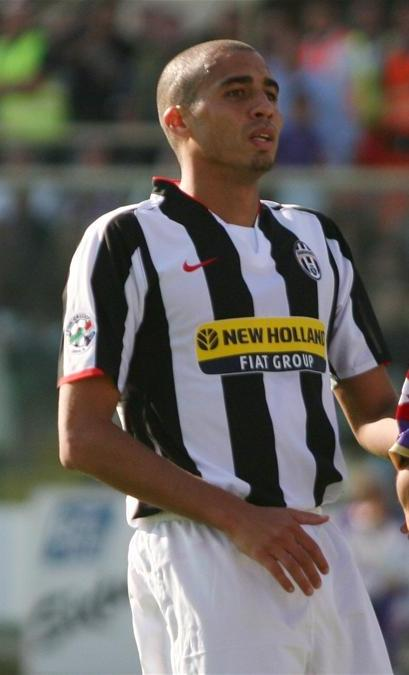
Icardi est comparé à David Trezeguet pour son style de jeu.

Lors de son arrivée au PSG en 2019, à 26 ans, Icardi est l'un des meilleurs attaquants de surface au monde. L'Argentin marque 95 % de ses 124 buts avec l'Inter Milan dans la surface de réparation, dont 20% dans les six mètres. Dans cette zone, il sait presque tout faire, en moins de deux touches de balle (90% de ses réalisations) : frappe en pivot, reprise de volée, tête, tir en force, croisé, « pichenette ». La panoplie du renard des surfaces. Après 4 mois au PSG, il est l'attaquant à la meilleure finition des championnats européens avec un but tous les 2,5 tirs et un taux de conversion de 46% (buts/frappes).
Mauro ne brille pas par ses replis défensifs, même s'il sait être agressif au pressing dans sa zone du terrain. Le joueur est bon dans les déplacements, et aussi dans les intervalles ou pour faire les deux pas qui désarçonnent son vis-à-vis.
Pour Benoît Cauet, qui a côtoyé Icardi lorsqu'il entraînait les jeunes de l'Inter Milan, « C'est un joueur de très haut niveau. Si je devais décrire son profil et le comparer à un attaquant, je dirais que c'est un peu Trezeguet. Il est très très fort dans les dix-huit mètres. Il a les déplacements, de la présence, il est très adroit. Il est d'une rare régularité au-dessus des 25 buts [...] il est capable aussi, et même si ce n'est pas sa caractéristique principale, de faire le jeu. Du fait de sa formation au FC Barcelone, il a une technique qui lui permet d'être capable d'être efficace dos au but, dans le jeu en appui-remises. Techniquement, il est solide. Je le trouve très complet ».
D'après Carlo Angioni, journaliste en charge de l'Inter Milan pour La Gazzetta dello Sport, « C'est un pur buteur, un vrai animal et un des meilleurs finisseurs qui soient dans les 10 à 15 derniers mètres. Il peut marquer sur une action, et il sait utiliser ses deux pieds. En plus, malgré une taille moyenne, il est habile de la tête ».

## Statistiques

### Détaillées
| Saison                | Club                       | Championnat           | Championnat | Championnat | Championnat | Coupe nationale | Coupe nationale | Coupe nationale | Coupe de la Ligue | Coupe de la Ligue | Coupe de la Ligue | Supercoupe | Supercoupe | Supercoupe | Compétition(s) continentale(s) | Compétition(s) continentale(s) | Compétition(s) continentale(s) | Compétition(s) continentale(s) | Total | Total | Total |
| Saison                | Club                       | Division              | M.          | B.          | P.d.        | M.              | B.              | P.d.            | M.                | B.                | P.d.              | M.         | B.         | P.d.       | Comp.                          | M.                             | B.                             | P.d.                           | M.    | B.    | P.d.  |
| 2011-2012             | UC Sampdoria               | Serie B               | 2           | 1           | -           | -               | -               | -               | -                 | -                 | -                 | -          | -          | -          | -                              | -                              | -                              | -                              | 2     | 1     | 0     |
| 2012-2013             | UC Sampdoria               | Serie A               | 31          | 10          | 4           | -               | -               | -               | -                 | -                 | -                 | -          | -          | -          | -                              | -                              | -                              | -                              | 31    | 10    | 4     |
| Sous-total            | Sous-total                 | Sous-total            | 33          | 11          | 4           | -               | -               | -               | -                 | -                 | -                 | -          | -          | -          | -                              | -                              | -                              | -                              | 33    | 11    | 4     |
| 2013-2014             | Inter Milan                | Serie A               | 22          | 9           | 2           | 1               | 0               | 0               | -                 | -                 | -                 | -          | -          | -          | -                              | -                              | -                              | -                              | 23    | 9     | 2     |
| 2014-2015             | Inter Milan                | Serie A               | 36          | 22          | 8           | 2               | 1               | 0               | -                 | -                 | -                 | -          | -          | -          | C3                             | 10                             | 4                              | 1                              | 48    | 27    | 9     |
| 2015-2016             | Inter Milan                | Serie A               | 33          | 16          | 4           | 1               | 0               | 0               | -                 | -                 | -                 | -          | -          | -          | -                              | -                              | -                              | -                              | 34    | 16    | 4     |
| 2016-2017             | Inter Milan                | Serie A               | 34          | 24          | 8           | 2               | 0               | 0               | -                 | -                 | -                 | -          | -          | -          | C3                             | 5                              | 2                              | 0                              | 41    | 26    | 8     |
| 2017-2018             | Inter Milan                | Serie A               | 34          | 29          | 1           | 2               | 0               | 0               | -                 | -                 | -                 | -          | -          | -          | -                              | -                              | -                              | -                              | 36    | 29    | 1     |
| 2018-2019             | Inter Milan                | Serie A               | 29          | 11          | 4           | 2               | 2               | 1               | -                 | -                 | -                 | -          | -          | -          | C1                             | 6                              | 4                              | 0                              | 37    | 17    | 5     |
| Sous-total            | Sous-total                 | Sous-total            | 188         | 111         | 27          | 10              | 3               | 1               | -                 | -                 | -                 | -          | -          | -          | -                              | 21                             | 10                             | 1                              | 219   | 124   | 29    |
| 2019-2020             | Paris Saint-Germain (prêt) | Ligue 1               | 20          | 12          | 2           | 4               | 0               | 1               | 3                 | 3                 | 1                 | -          | -          | -          | C1                             | 7                              | 5                              | 0                              | 34    | 20    | 4     |
| 2020-2021             | Paris Saint-Germain        | Ligue 1               | 20          | 7           | 4           | 4               | 5               | 0               | -                 | -                 | -                 | 1          | 1          | 1          | C1                             | 3                              | 0                              | 1                              | 28    | 13    | 6     |
| 2021-2022             | Paris Saint-Germain        | Ligue 1               | 24          | 4           | 0           | 2               | 1               | 0               | -                 | -                 | -                 | 1          | 0          | 0          | C1                             | 3                              | 0                              | 0                              | 30    | 5     | 0     |
| Sous-total            | Sous-total                 | Sous-total            | 64          | 23          | 6           | 10              | 6               | 1               | 3                 | 3                 | 1                 | 2          | 1          | 1          | -                              | 13                             | 5                              | 1                              | 92    | 38    | 10    |
| 2022-2023             | Galatasaray SK (prêt)      | Süper Lig             | 24          | 22          | 7           | 2               | 1               | 1               | -                 | -                 | -                 | -          | -          | -          | -                              | -                              | -                              | -                              | 26    | 23    | 8     |
| 2023-2024             | Galatasaray SK             | Süper Lig             | 34          | 25          | 8           | 0               | 0               | 0               | -                 | -                 | -                 | 1          | 1          | 0          | C1+C3                          | 10+2                           | 5+1                            | 1+2                            | 47    | 32    | 11    |
| 2024-2025             | Galatasaray SK             | Süper Lig             | 6           | 4           | 1           | 0               | 0               | 0               | -                 | -                 | -                 | 1          | 0          | 0          | C1+C3                          | 2+4                            | 0+2                            | 0+1                            | 13    | 6     | 2     |
| 2025-2026             | Galatasaray SK             | Süper Lig             | 1           | 1           | 0           | -               | -               | -               | -                 | -                 | -                 | -          | -          | -          | C1                             | -                              | -                              | -                              | 1     | 1     | 0     |
| Sous-total            | Sous-total                 | Sous-total            | 65          | 52          | 16          | 2               | 1               | 1               | -                 | -                 | -                 | 1          | 1          | 0          | -                              | 18                             | 8                              | 4                              | 86    | 62    | 21    |
| Total sur la carrière | Total sur la carrière      | Total sur la carrière | 351         | 197         | 53          | 22              | 10              | 3               | 3                 | 3                 | 1                 | 4          | 2          | 1          | -                              | 52                             | 25                             | 6                              | 432   | 237   | 64    |

### En sélection nationale
| Saison                | Sélection             | Phases finales        | Phases finales | Phases finales | Phases finales | Éliminatoires | Éliminatoires | Éliminatoires | Matchs amicaux | Matchs amicaux | Matchs amicaux | Total | Total | Total |
| Saison                | Sélection             | Compétition           | M              | B              | Pd             | M             | B             | Pd            | M              | B              | Pd             | M     | B     | Pd    |
| --------------------- | --------------------- | --------------------- | -------------- | -------------- | -------------- | ------------- | ------------- | ------------- | -------------- | -------------- | -------------- | ----- | ----- | ----- |
| 2013-2014             | Argentine             | -                     | -              | -              | -              | -             | -             | -             | 1              | 0              | 0              | 1     | 0     | 0     |
| 2017-2018             | Argentine             | -                     | -              | -              | -              | 3             | 0             | 0             | -              | -              | -              | 3     | 0     | 0     |
| 2018-2019             | Argentine             | -                     | -              | -              | -              | -             | -             | -             | 4              | 1              | 0              | 4     | 1     | 0     |
| Total sur la carrière | Total sur la carrière | Total sur la carrière | 0              | 0              | 0              | 3             | 0             | 0             | 5              | 1              | 0              | 8     | 1     | 0     |

### Matches internationaux
| N° | Date              | Lieu                                          | Adversaire | Score final | Compétition                | Note                          |
| -- | ----------------- | --------------------------------------------- | ---------- | ----------- | -------------------------- | ----------------------------- |
| 1  | 15 octobre 2013   | Stade Centenario, Montevideo, Uruguay         | Uruguay    | 3-2         | Éliminatoires Mondial 2014 |                               |
| 2  | 31 août 2017      | Stade Centenario, Montevideo, Uruguay         | Uruguay    | 0-0         | Éliminatoires Mondial 2018 |                               |
| 3  | 6 septembre 2017  | Stade Monumental, Buenos Aires, Argentine     | Venezuela  | 1-1         | Éliminatoires Mondial 2018 |                               |
| 4  | 11 octobre 2017   | Stade Atahualpa, Quito, Équateur              | Équateur   | 1-3         | Éliminatoires Mondial 2018 |                               |
| 5  | 12 septembre 2018 | MetLife Stadium, New York, États-Unis         | Colombie   | 0-0         | Match amical               |                               |
| 6  | 16 octobre 2018   | Stade Roi-Abdallah, Djeddah, Arabie Saoudite  | Mexique    | 1-0         | Match amical               |                               |
| 7  | 16 novembre 2018  | Córdoba, Argentine                            | Mexique    | 2-0         | Match amical               |                               |
| 8  | 21 novembre 2018  | Stade Malvinas-Argentinas, Mendoza, Argentine | Mexique    | 2-0         | Match amical               | Buteur à la 2e minute de jeu. |

## Palmarès

### En club
| Paris Saint-Germain (5) | Galatasaray SK (3) |
| --- | --- |
| - Ligue des champions : - Finaliste : 2020 - Championnat de France (2) : - Champion : 2020 et 2022 - Vice-champion : 2021 - Coupe de France (1) : - Vainqueur : 2020 et 2021 - Coupe de la Ligue (1) : - Vainqueur : 2020 - Trophée des champions (2) : - Vainqueur : 2020 et 2022 - Finaliste : 2021 | - Championnat de Turquie (3) : - Champion : 2023, 2024 et 2025 - Supercoupe de Turquie (1) : - Vainqueur : 2023 - Finaliste : 2024 |

### Distinctions personnelles

#### Meilleur joueur
- Meilleur joueur du championnat d'Italie (1) : 2017-2018[50].
- Meilleur attaquant du championnat d'Italie (1) : 2017-2018.
- Équipe type du championnat d'Italie (1)  : 2017-2018.
- Meilleur joueur du Trophée des champions 2020.

#### Meilleur buteur
- Co-meilleur buteur du championnat d'Italie (2) : 2014-2015 (22 buts) et 2017-2018 (29 buts).
- Meilleur buteur du championnat de Turquie (1) : 2023-2024 (25 buts)

## Vie privée
Le 27 mai 2014, Mauro Icardi se marie avec Wanda Nara, l'ex femme de Maxi López (ancien coéquipier et ami à l'UC Sampdoria) avec qui elle a déjà trois enfants. Le 19 janvier 2015, il devient père pour la première fois d'une petite fille prénommée Francesca. Le 27 octobre 2016, naît sa seconde fille nommée Isabella.
Wanda Nara devient l'agente de son mari.
En octobre 2021, Ker Weinstein, une blogueuse et influenceuse people, indique que le couple se serait séparé. Mais ils se sont rapidement remis ensemble.